# Miloš Kocić
Miloš Kocić (en serbe : Милош Коцић), né le 4 juin 1985 à Leskovac en Yougoslavie, ville actuellement située en Serbie, est un footballeur serbe évoluant au poste de gardien de but.

## Palmarès
- Championnat canadien : 2010 et 2012